# ضاية إيفر (بحيرة)
ضاية إيفر هي بحيرة طبيعية مغربية تقع بجماعة ضاية عوا في إقليم إفران، وهي جزء من مسار البحيرات السياحي بالأطلس المتوسط، بتعد البحيرة ب 35 كلم عن مدية إفران، و22 كلم عن مدينة إيموزار كندر.

## التسمية
إيفر هي كلمة أمازيغية تعني "مخفية" وذلك نظرا لموقع البحيرة المتخفي بين الجبال.

## الوصف
هي بحيرة ذات شكل شبه دائري يبلغ قطرها 300 متر، تقع على على ارتفاع 1520 متر وعمق 6 أمتار. وهي أصغر بحيرة طبيعية في الأطلس المتوسط بمساحة 3.5 هكتار، وتتميز بمناخ شبه رطب. تقع ضاية إيفر ضمن المحمية الغابوية تاكلتونت، يحطي بها غطاء نباتي متنوع يتكون أساسا من شجرة السنديان الأخضر والصنوبر الحلبي والعرعار. تستقبل البحيرة العديد من الطيرو المائية، حيث صنفت كمنطقة رطبة من طرف للصندوق العالمي للطبيعة. [بحاجة لمصدر] يعيش في بحيرة إيفر بعض أنواع الأسماك مثل سمك الشبوط، كما ينمو في مياهها زنبق الماء.

## معرض الصور

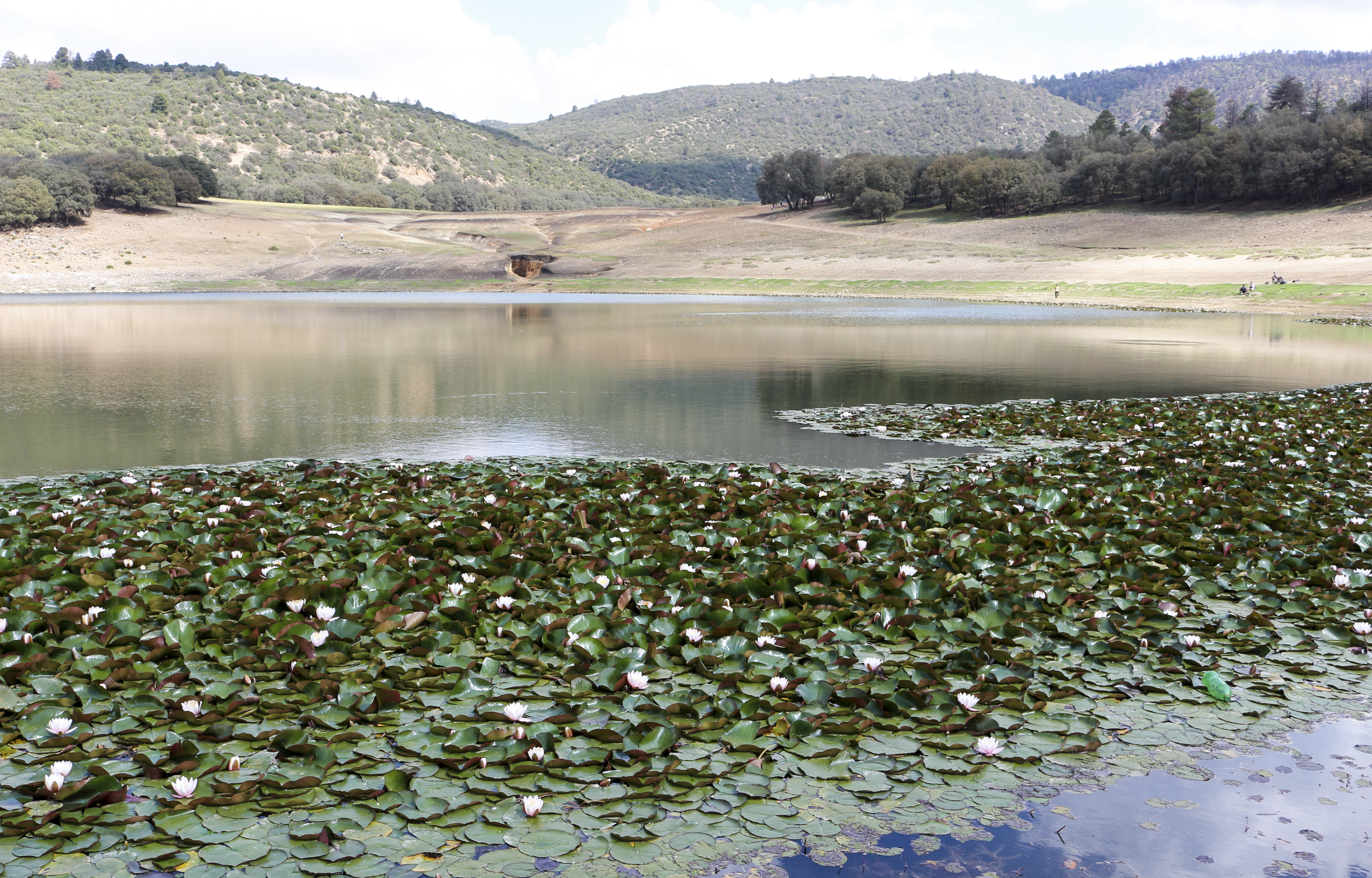
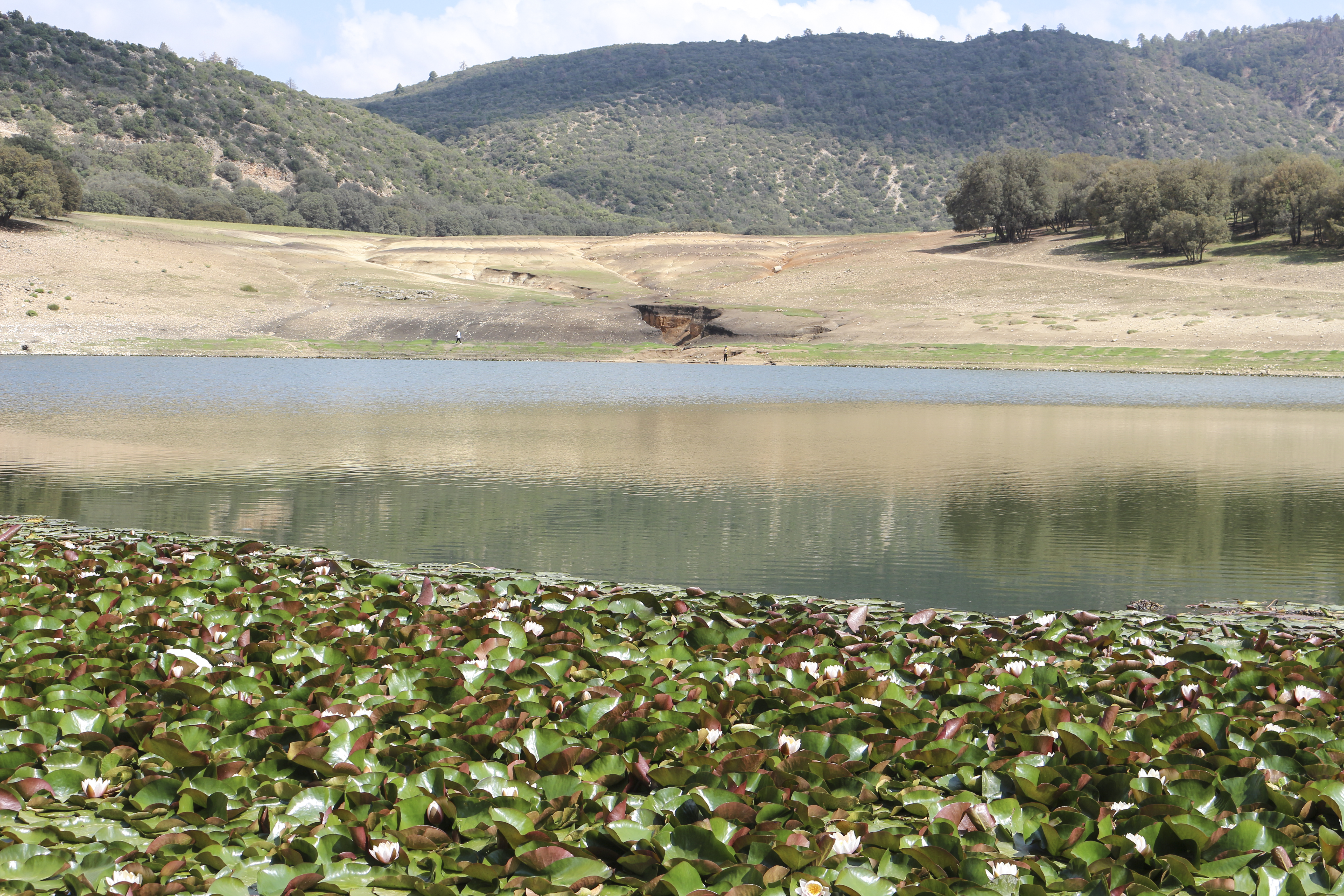
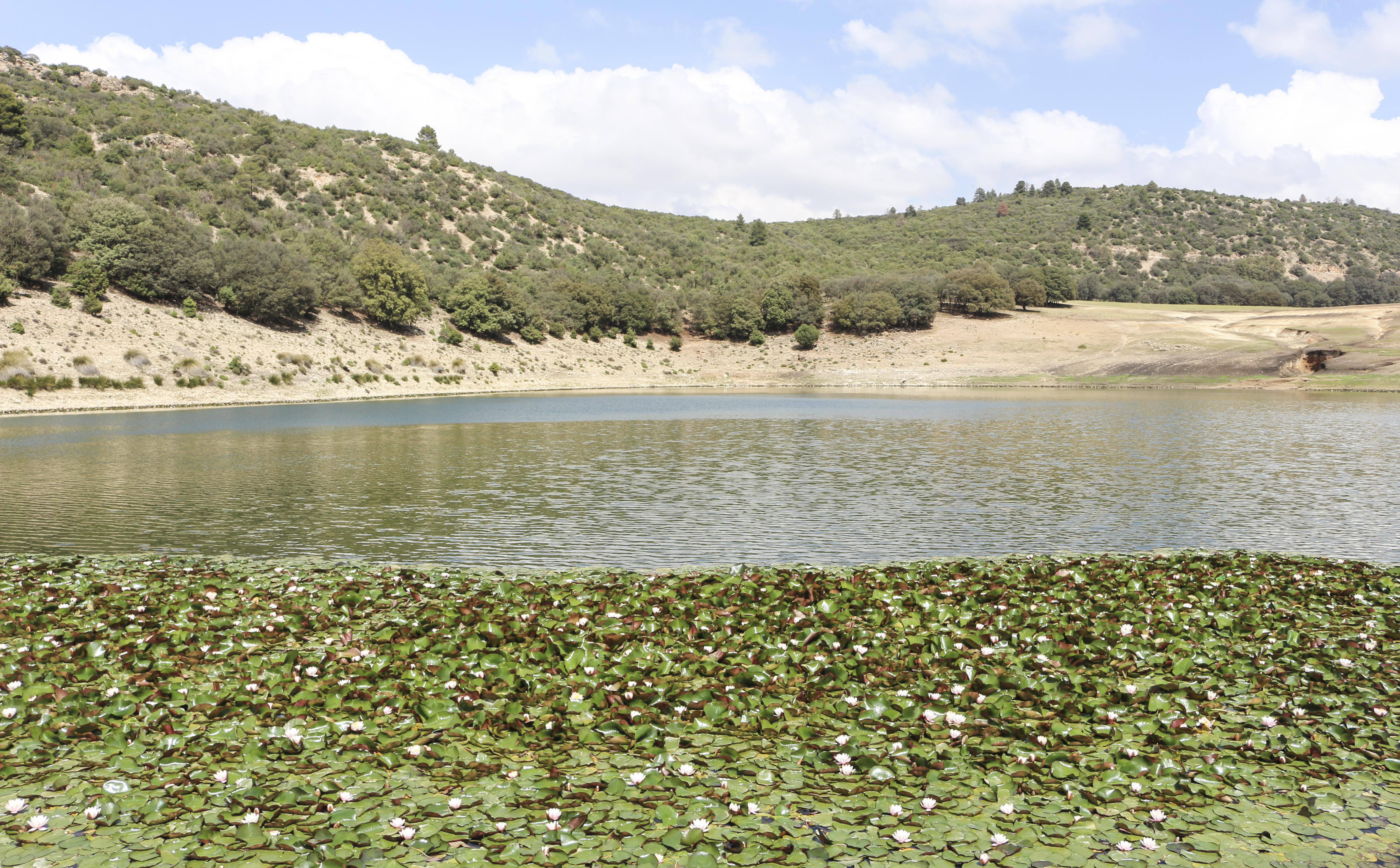
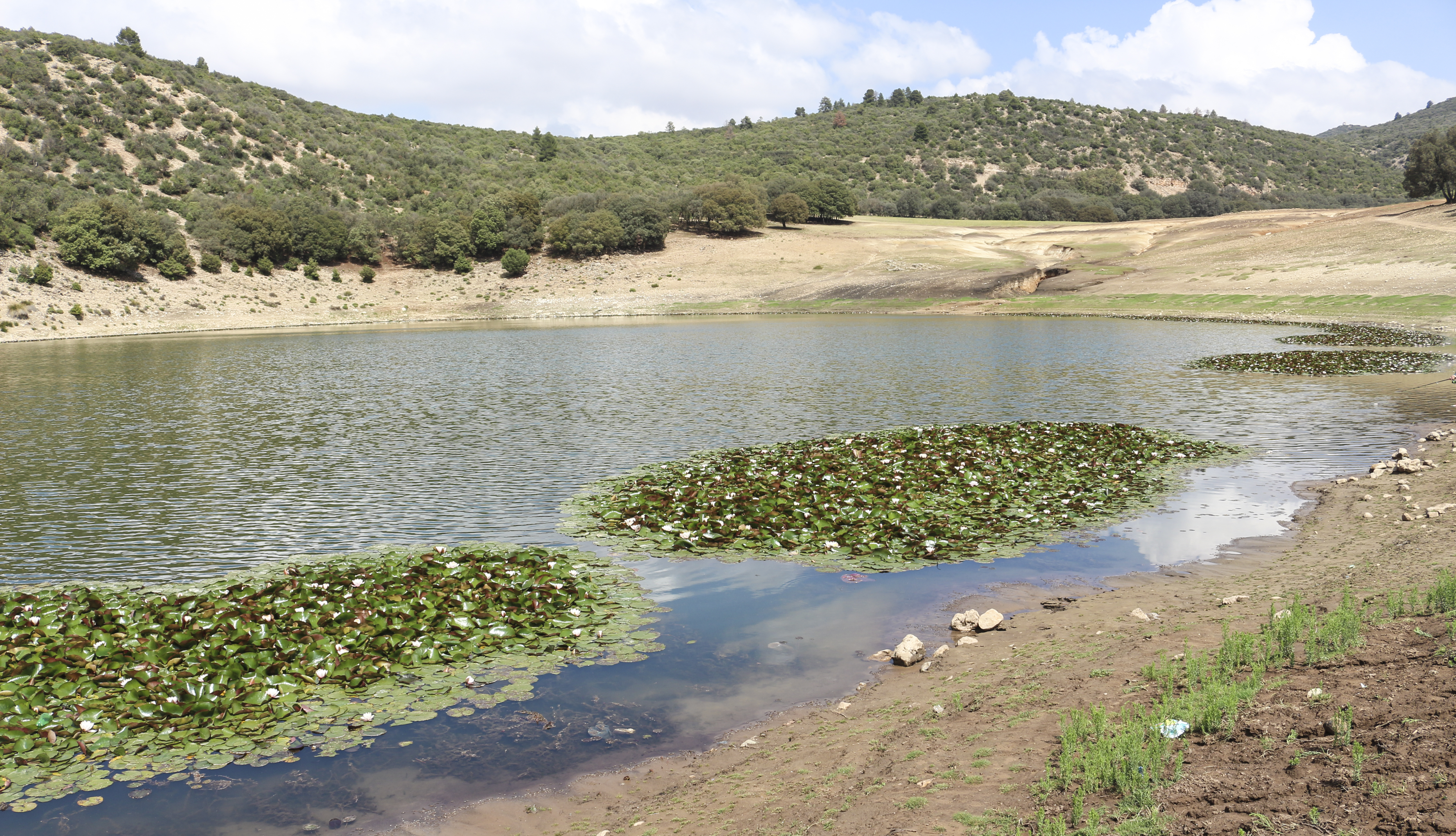
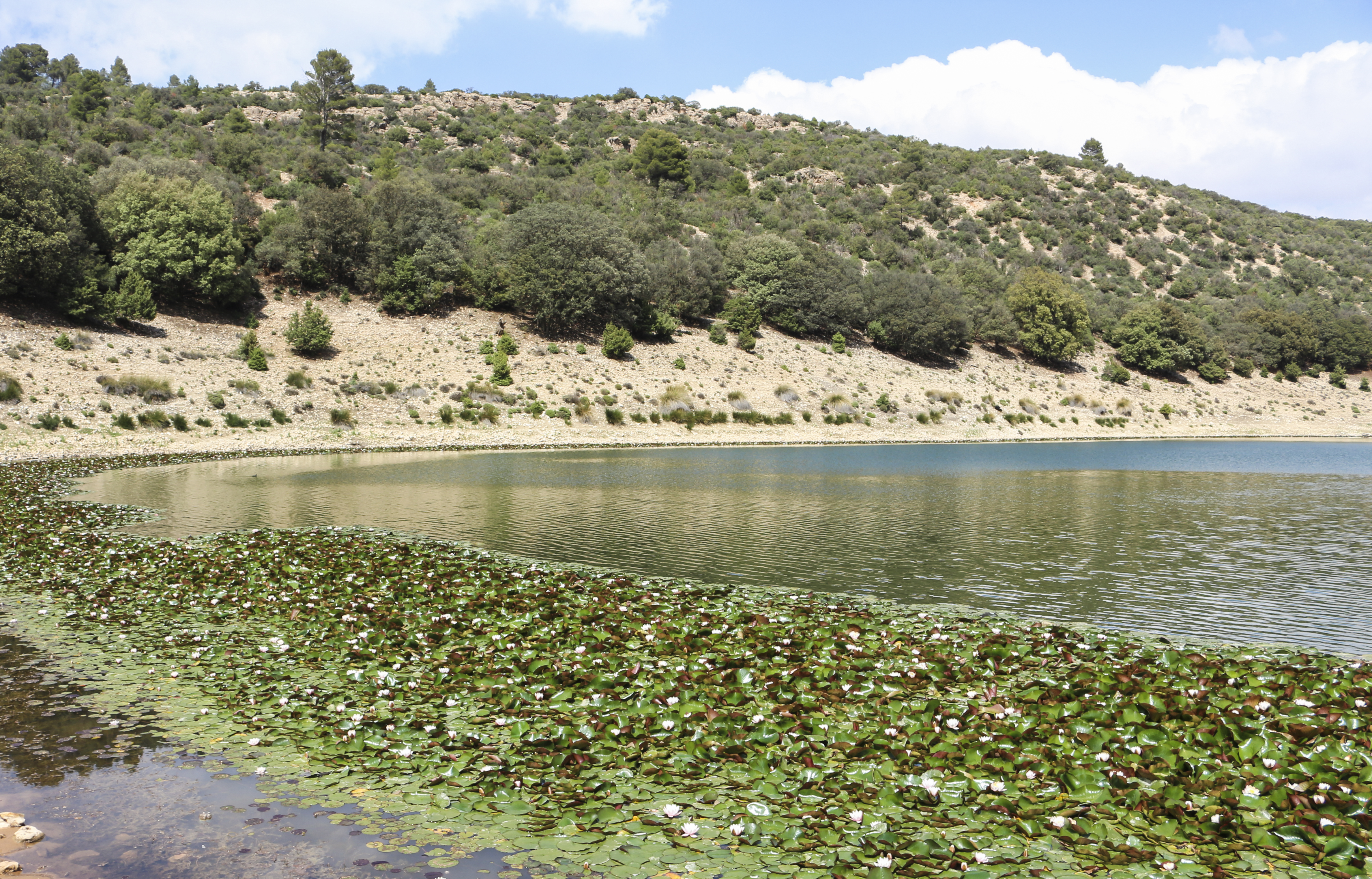
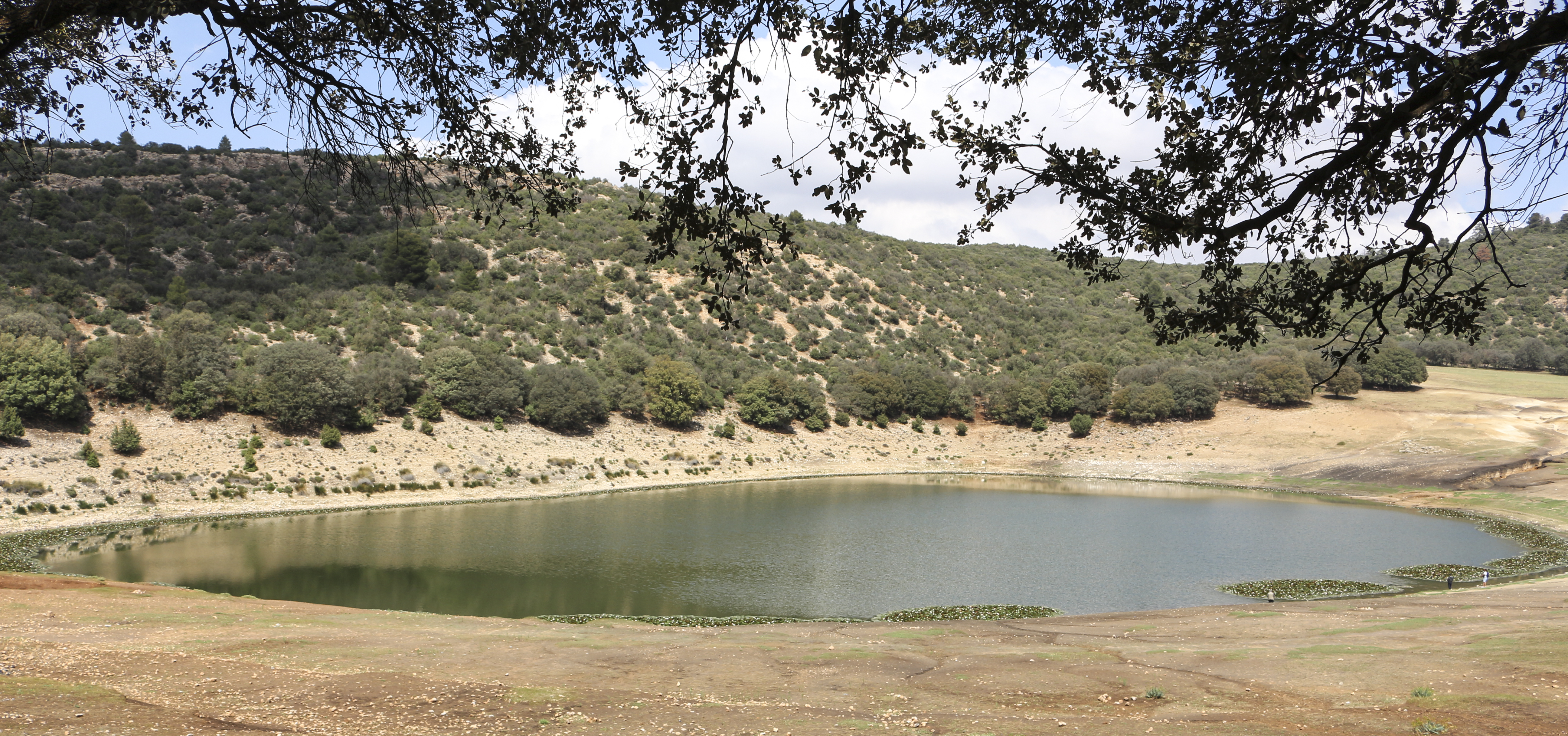
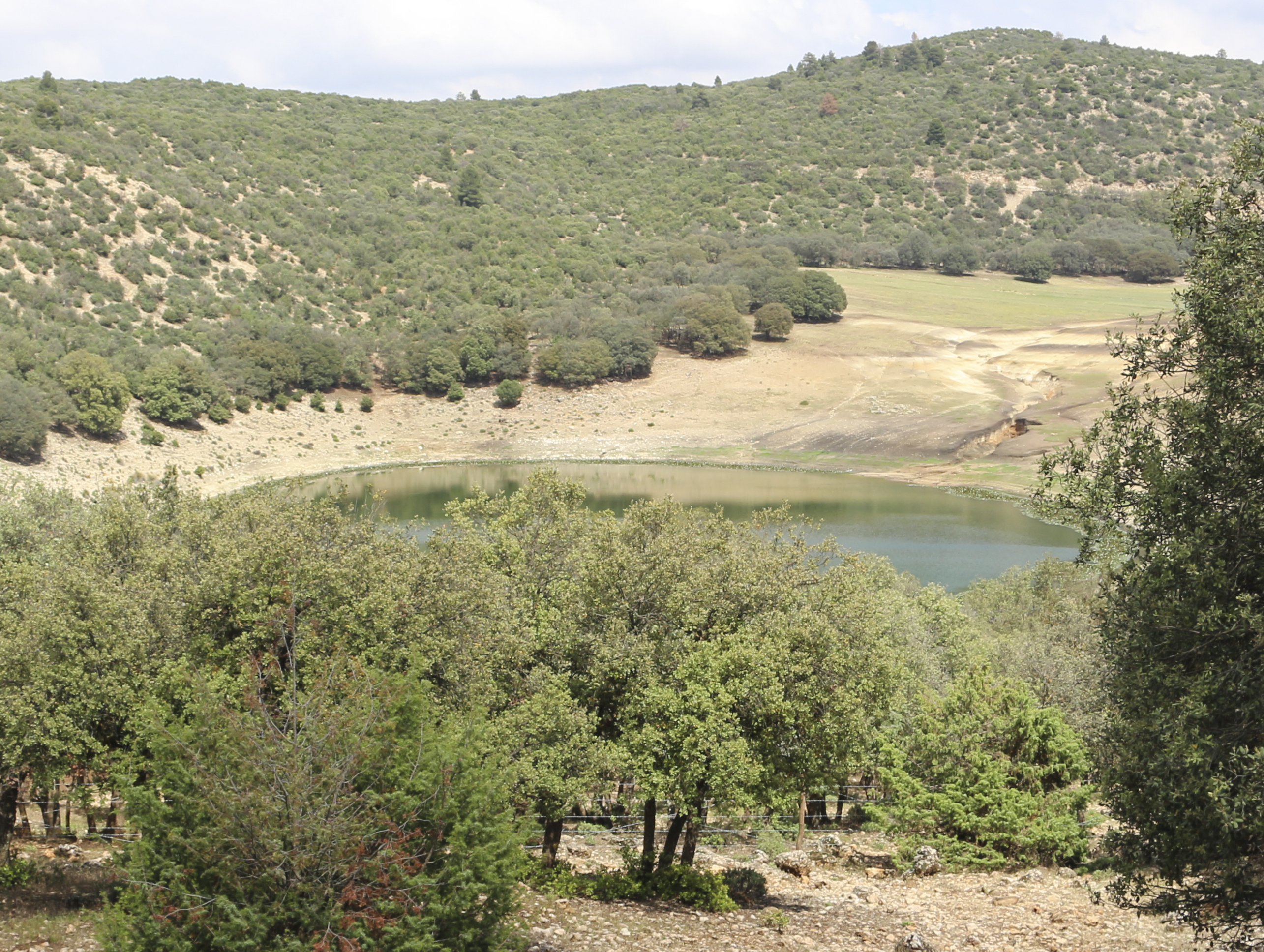